# Rhizagrotis
Rhizagrotis is een geslacht van vlinders van de familie uilen (Noctuidae), uit de onderfamilie Hadeninae.

## Soorten
- R. albalis Grote, 1878
- R. cloanthoides Grote, 1880